# Héctor González Llamazares
Héctor González Llamazares (Buenos Aires, 4 de marzo de 1895 - San Salvador de Jujuy, 11 de diciembre de 1961) fue un abogado argentino, que ejerció interinamente el cargo de Gobernador de la Provincia de Jujuy durante el año 1929.

## Biografía
Estudió en el Colegio Nacional de Buenos Aires y en la Universidad de Buenos Aires, donde se recibió de abogado, a la edad de oveinte años, el 27 de diciembre de 1915.
A los 17 años de edad había comenzado a trabajar en la Dirección General de Ganadería del Ministerio de Agricultura. Después fue abogado del fuero civil, ejerciendo ante los tribunales de la Capital Federal, La Plata y Mercedes entre los años 1916 y 1924. Fue director de los periódicos "España Liberal" y "En Marcha".
En julio de 1924 se radicó en la provincia de Jujuy, donde había sido nombrado vocal del Superior Tribunal de Justicia por un período legal de 6 años. En 1926 fue nombrado su presidente.
El 12 de mayo de 1929 falleció el gobernador Pedro J. Pérez; la constitución de esa provincia no preveía la existencia de un vicegobernador, por lo que correspondía que asumiera el mando el presidente de la Legislatura. Pero las autoridades de la misma habían cesado el 25 de abril, y un enfrentamiento entre fracciones del radicalismo había impedido que fueran elegidas las que las debían reemplazar. De modo que el Supremo Tribunal decidió que asumiera el mando su presidente, González Llamazares.
Su extenso interinato se extendió hasta el 5 de noviembre de ese año, ya que ese día finalmente hubo un acuerdo entre los legisladores para nombrar sus autoridades. Antes que esa fecha, González Llamazares llamó a elecciones, de las cuales resultó vencedor el radical Miguel Aníbal Tanco. El día 5 de noviembre, González Llamazares entregó el gobierno a Manuel Padilla, presidente de la Legislatura. Durante su mandato no había querido llevar adelante obra pública alguna, por falta de experiencia y por considerar que no tenía atribuciones para ello.
En los años siguientes, González Llamazares fue asesor letrado del Consejo General de Educación, de 1932 a 1936, y presidente de la Caja de Jubilaciones y pensiones. En 1932 redactó el anteproyecto de la ley que determinaría la fundación del Banco de la Provincia de Jujuy, del cual fue también asesor letrado.
En 1935 se casó con Carmen Rosa Quijano. Tuvo dos hijas: María Teresa, que nació el 22 de julio de 1936 y falleció el 3 de enero de 2023, y María Cristina, que nació el 22 de diciembre de 1940 y falleció el 21 de agosto de 2006. Tuvo dos nietos que nunca conoció: Rodolfo Alejandro (2/11/1964) y Christian (12/03/1968).
Se jubiló en septiembre de 1960, aunque siguió ejerciendo como escribano público hasta su fallecimiento, ocurrido en diciembre del año siguiente.